# Szabó Attila Henrik
Szabó Attila Henrik (Budapest, 1970. január 31. –) író, műfordító, televíziós és rádiós újságíró, producer, kommunikációs szakember.

## Életpályája
A debreceni Kossuth Lajos Tudományegyetemen (ma Debreceni Egyetem) diplomázott, majd három évig a budapesti Leövey Klára Gimnáziumban, illetve ezzel párhuzamosan a London Stúdióban tanított angolt. Az ELTE-n Géher Istvánnál tanult műfordítást, elvégezte a Magyar Rádió szerkesztő-riporteri iskoláját, majd megszerezte a BBC World Service televíziós és rádiós újságírói képesítését. Először a Magyar Rádió, később a Magyar Televízió szerkesztő-riportere lett, lapokban publikált. A földi sugárzású kereskedelmi televíziók megjelenésekor a TV2-höz igazolt, ahol először szerkesztőként, később producerként dolgozott. 2008-tól PR kommunikációs szakemberként, illetve fordítóként tevékenykedik.

## Újságírói, produceri munka
- Népszabadság (1995-1997) – újságíró
- 168 óra (1995-1997) – újságíró
- Szonda (MR1 Kossuth Rádió) (1995-1998) – szerkesztő-riporter
- Mindennapi Tudomány (MR1 Kossuth Rádió) (1995-1998) – szerkesztő
- Krónika (MR1 Kossuth Rádió) (1995-1998) – szerkesztő
- Reggeli csúcs (MR2 Petőfi Rádió) (1995-1996) – szerkesztő
- Tudományos Híradó (MTV) (1996-1998) – szerkesztő
- Híradó (MTV) (1996-1998) – szerkesztő
- Delta (MTV) (1996-1998) – szerkesztő
- Repeta (MTV) (1996-1998) – szerkesztő
- Mélyvíz (MTV) (1996-1998) – szerkesztő
- Miénk itt a tér (Duna TV) (1996-1998) – szerkesztő
- A-Z tudományos magazin (TV2) (1997-1998) – szerkesztő
- Tények (TV2) (1997-1999) – szerkesztő
- Klik informatikai magazin (TV2) (1997-1998) – szerkesztő
- Kuk@c informatikai magazin (TV2) (1997-1998) – producer
- Háló@Világ informatikai magazin (TV2) (1999-2001) – producer
- ModemIdők (MR2 Petőfi Rádió) (1999) – producer
- InfoKrónika (MR1 Kossuth Rádió) (1999) – producer
- Jó reggelt, Magyarország! (TV2) (2000) – producer
- Informatikai Híradó (MTV) (2005) – producer

## Kommunikációs munka
- 1998-tól vállalatok döntéshozóinak tart média-, illetve kommunikációs és válságkezelő tréningeket
- Weber Shandwick (2008-2010) – Senior Advisor, Head of Media and Creative

## Fordítói munka
- Versfordítások (1998-)
- Könyv fordítások (1998-)
- A Discovery Networks (Discovery Channel, Discovery World, Discovery Science) filmjeinek és sorozatainak fordítása angolról magyarra (2011-)

## Díjai, tagságai
- Joseph Pulitzer-emlékdíj, (1998) a Magyar Rádió tudományos szerkesztőségének tagjaként
- A British Mensa tagja

## Megjelent könyvei
- Idézetek könyve Archiválva 2016. június 23-i dátummal a Wayback Machine-ben (1998) – 400 oldal,  helytelen ISBN kód: 9789639262862
- Idézetek könyve Archiválva 2016. június 23-i dátummal a Wayback Machine-ben (2002) – 399 oldal, ISBN 9789639262379
- Nagy emberek nagy mondásai  Archiválva 2016. június 23-i dátummal a Wayback Machine-ben(2009) – 208 oldal, ISBN 9789639898141
- Öreg néne Győzikéje Archiválva 2016. június 23-i dátummal a Wayback Machine-ben, válogatott celebmesék (2011) – 168 oldal, ISBN 9789630825870